# Armin Woschank
Armin Woschank (* 2. Juli 1982) ist ein ehemaliger österreichischer Basketballspieler. Er gewann im Laufe seiner Karriere sechsmal die österreichische Staatsmeisterschaft und war Teamspieler des Österreichischen Basketballverbands.

## Laufbahn
Der 1,84 m große und 82 kg schwere Point Guard spielte von 1999 bis 2006 bei den Kapfenberg Bulls und wechselte dann zu WBC Kraftwerk Wels. Woschank gehörte dem Kader der Nationalmannschaft an. Nach dem Titelgewinn als Kapitän der Welser Mannschaft kehrte er im Sommer 2009 aus privaten Gründen zu seinem Stammverein Kapfenberg Bulls zurück.
Im Sommer 2017 beendete er seine Spielerlaufbahn nach insgesamt 625 Bundesliga-Einsätzen. Als Nationalspieler bestritt er 37 A-Länderspiele. Nach seiner Karriereende wurde er Mitglied des Kapfenberger Trainerstabs und erhielt die Aufgabe der Förderung von Nachwuchsspielern.

## Erfolge
Armin Woschank gewann sechs Meisterschaften in der österreichischen Bundesliga. Mit den Kapfenberg Bulls wurde er zwischen 2001 und 2004 sowie 2017 insgesamt fünf Mal Meister, 2009 gewann er den Titel zudem mit Wels. 2014 und 2017 wurde er mit Kapfenberg Sieger des Cup-Bewerbs. Im entscheidenden Finalspiel 2001 führte der damals 18-jährige Woschank dabei die Entscheidung mit einem 3-Punkte-Wurf aus neun Metern drei Minuten vor Schluss herbei. 20 In der Saison 2006/07 wurde er als bester einheimischer Spieler der Bundesliga ausgezeichnet. 2009 gewann er als Kapitän die Meisterschaft mit dem WBC Kraftwerk Wels. Fünf Mal war er im Verlauf seiner Karriere Bundesliga-„All-Star“.